# Расково
Расково — посёлок в Гагаринском административном районе Саратовской области России. С 1 января 2022 года входит в состав городского округа Саратова.

## История
Основан в 1930 году на месте нескольких дореволюционных хуторов. Стал называться посёлок центральной усадьбы совхоза «Ленинский путь». Первые жители строили свой быт в кошарах, позже началось масштабное строительство жилых помещений. В 1933 году по комсомольским путёвкам в посёлок приехали новые поселенцы.
Начальная школа начала работать с 1933 года. К 1941 году посёлок заметно разросся. С полей сражений Великой Отечественной войны не вернулись 56 жителей посёлка. с 1959 года школа стала семилетней, через год было введено в эксплуатацию новое большое здание учебного заведения. 658 человек проживало к 1970 году. В этот период, административно населённый пункт входил в Дубковский сельсовет. Здание современной школы возвели в 1973 году, а с 1982 года школа является средней.
В 1984 года Указом Президиума ВС РСФСР посёлок центральной усадьбы совхоза «Ленинский путь» переименован и стал носить название в честь прославленной военной лётчицы Марины Расковой, Расково.

## Физико-географическая характеристика
Посёлок расположен на севере от областного центра и является его пригородом. Расстояние до центральной части Саратова составляет 9 км. С городом на Волге посёлок связан дорогой с твёрдым покрытием и регулярным автобусным сообщением. Чуть западней от посёлка проходит трасса Р228, северный подход до аэропорта Гагарин. Ближайшая железнодорожная станция находится в посёлке Зоринский.
Климат
Климат умеренно-холодный. Наблюдается значительное количество осадков, даже в самый засушливый месяц (согласно классификации климатов Кёппена — Dfa). Среднегодовая температура в посёлке Расково — 6,6 °C. Среднегодовая норма осадков — 436 мм. Наименьшее количество осадков выпадает в марте и составляет 25 мм. Наибольшее количество осадков выпадает в августе, в среднем 44 мм.
| Показатель                          | Янв. | Фев. | Март | Апр. | Май  | Июнь | Июль | Авг. | Сен. | Окт. | Нояб. | Дек. | Год |
| ----------------------------------- | ---- | ---- | ---- | ---- | ---- | ---- | ---- | ---- | ---- | ---- | ----- | ---- | --- |
| Средняя температура, °C             | −9,9 | −9,4 | −3,7 | 8,4  | 15,9 | 20,7 | 22,7 | 20,9 | 14,8 | 6,6  | −1,2  | −6,6 | 6,6 |
| Норма осадков, мм                   | 39   | 28   | 25   | 25   | 37   | 41   | 42   | 44   | 40   | 34   | 41    | 40   | 436 |
| Источник: Расково (норма 1982-2012) |      |      |      |      |      |      |      |      |      |      |       |      |     |

Часовой пояс
Расково, как и вся Саратовская область, находится в часовой зоне МСК+1. Смещение применяемого времени относительно UTC составляет +4:00.

## Население
| 2002 | 2010  |
| ---- | ----- |
| 1853 | ↗1978 |

На 1 января 2020 года в посёлке проживало 1618 человек.

## Экономика
В советский период посёлок был центральной усадьбой совхоза «Ленинский путь». В настоящее время здесь работают несколько сельскохозяйственных предприятий и фермерских хозяйств.
На земельных участках прилегающих к посёлку расположились крупные торгово-развлекательные объекты и предприятия, которыми в первую очередь пользуются жители областного центра:
- Торгово-развлекательный комплекс «Нарру Молл» — вмещает себя крупные торговые объекты, кинотеатр, зону развлечений для детей и взрослых.
- Недалеко располагается торгово-логистический центр одного из крупнейших поставщика бытовой техники в России компании «Реванш».
- Специализированное предприятие с автономным жизнеобеспечением, с санитарно-защитной зоной и полигоном захоронения отходов «Базальт» также осуществляет свою деятельность в границах посёлка.
- Производство современной мебели, цеха фабрики «Карнелия» работают и радуют потребителя также вблизи к посёлку Расково.
- В 2023 году открылся пункт выдачи заказов крупнейшего маркетплейса страны - Wildberies.

## Инфраструктура
На территории посёлка сегодня осуществляют свою деятельность:
- детский сад «Ромашка»
- средняя общеобразовательная школа[10]
- дом культуры
- филиал детской школы искусств
- библиотека, которая была открыта в 1966 году. Библиотечный фонд 5071 экземпляр. 780 человек пользуются услугами учреждения. Работает кружок «Мягкая игрушка»[11]
- амбулатория
- аптека, почта, столовая, магазины, парикмахерская. В посёлке имеются свой каток и спортивная площадка
- пункт выдачи заказов «Wildberries» - одного[12] из крупнейшего маркет-плейса страны

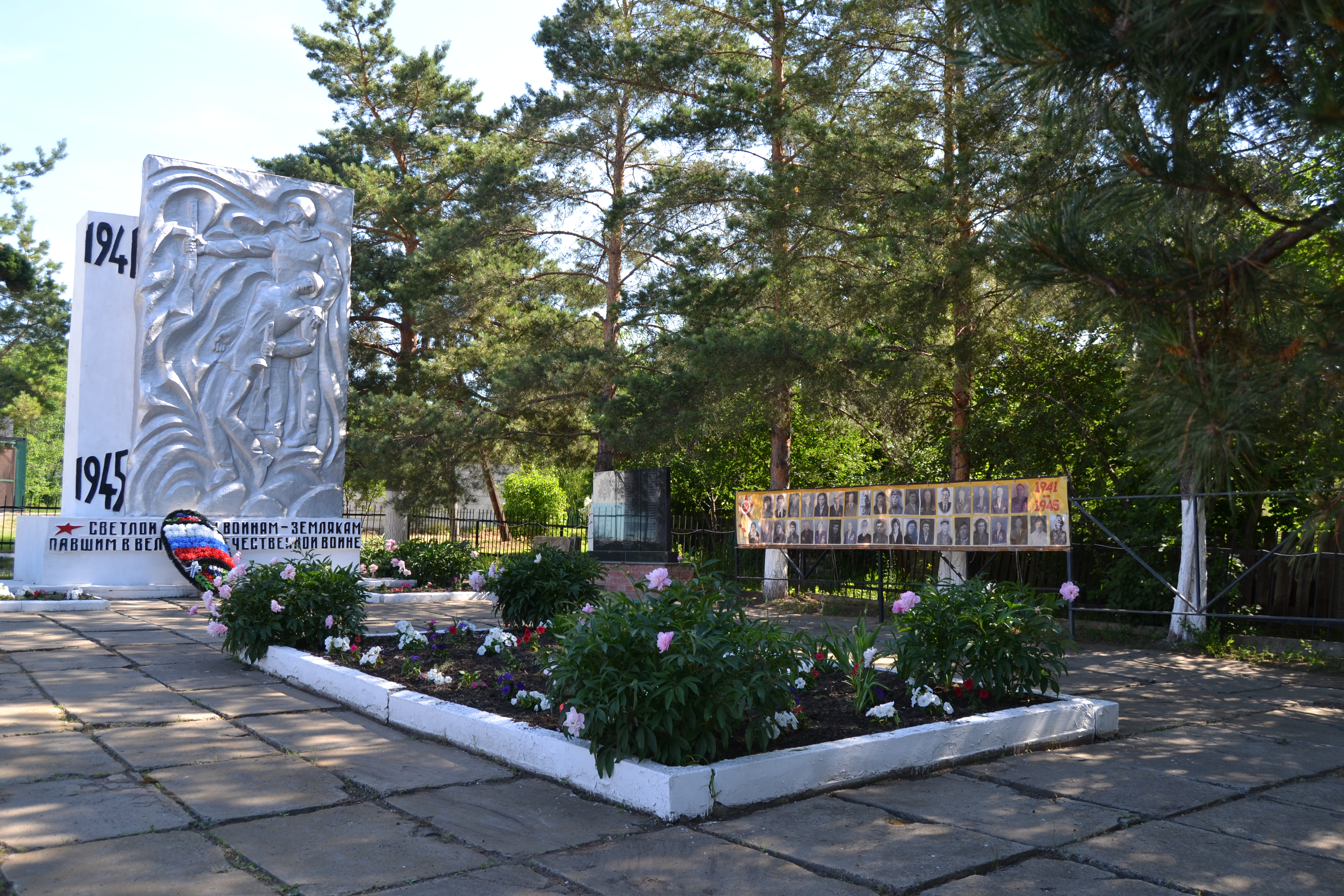
Мемориал Победы

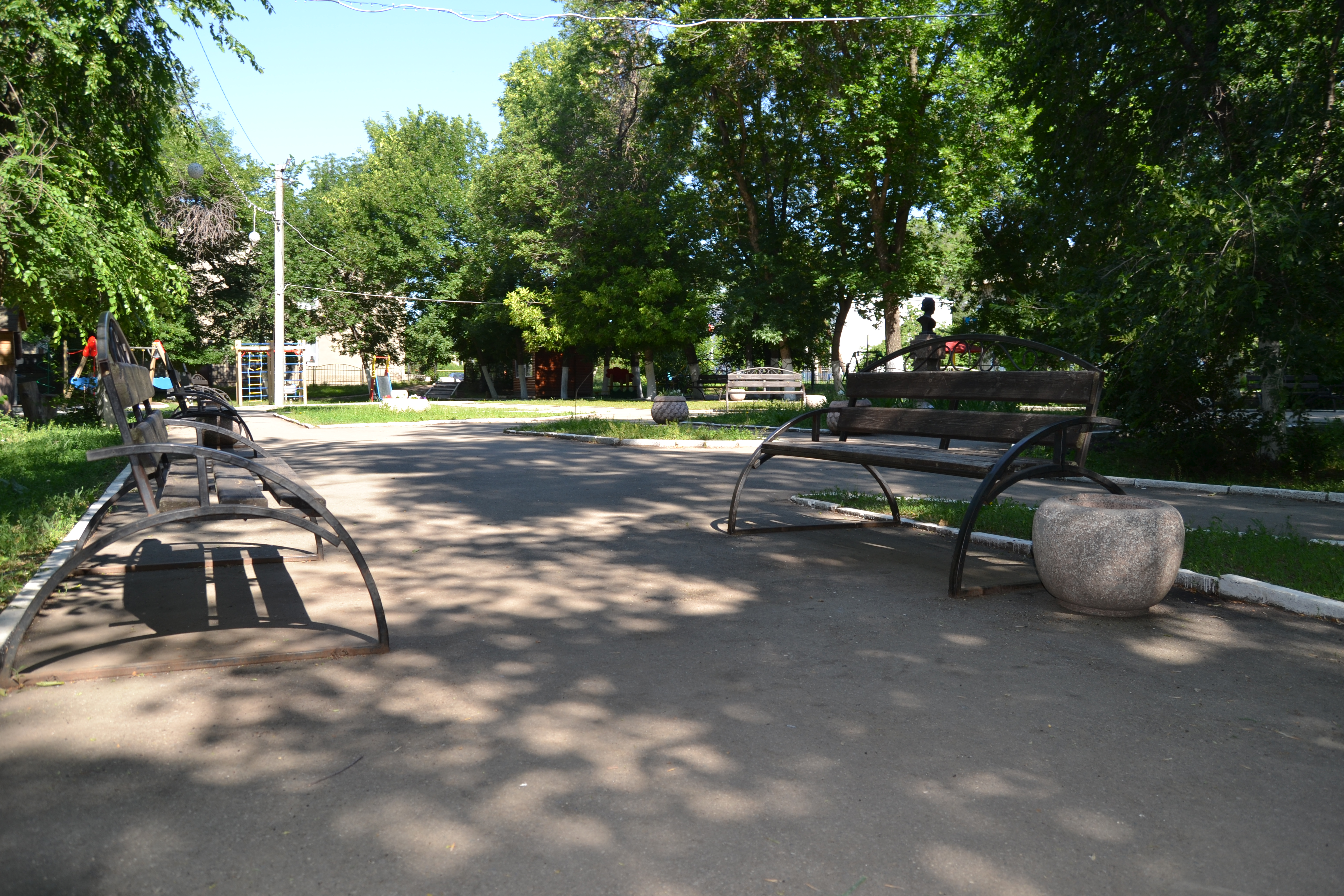
Зона отдыха

## Спорт и культура
В посёлке в 2010 году был создан и действует любительский футбольный клуб имени Марины Расковой, имеется официальный аккаунт в Инстаграм.
Богат посёлок и на творческие коллективы: «Родные напевы» (руководитель Алексей Каретин), ансамбль «Прикосновение» (руководитель Сергей Иванов), творческая группа «Ладушки» (руководитель Инна Куликова).

## Транспорт
Посёлок Расково и город Саратов (до площади Ленина) связан автобусным сообщением — маршрут №229К, который осуществляет перевозку пассажиров, совершая до 9 рейсов в день.

## Достопримечательности
- Перед поселковым Домом культуры установлен памятник землякам, павшим на фронтах Великой Отечественной войны. Установлен в 1978 году по инициативе Калиниченко Станислава Константиновича — главного инженера совхоза «Ленинский путь».
- 2 мая 2015 года, в поселковом парке, был установлен бюст Марине Михайловне Расковой. Торжественное открытие приурочено к празднованию 70-летия Победы.
- Жаренный бугор — возвышенность, курганная группа площадью 1,5 га, которая расположилась севернее посёлка. С высоты 199 метров над уровнем моря открывается живописный вид на природу и окружающую местность. Является объектом археологического наследия. Относится к эпохе бронзы – средневековье (III тыс. до н.э. – XIV вв. н.э.). Здесь можно обнаружить артефакты: меч сармата, наконечники стрел. Во время археологической экспедиции в 1979 году было выявлено, что Жареный Бугор служил нашим предкам кладбищем. Вскрыв несколько курганов, специалисты обнаружили могилы людей катакомбной культуры средне - бронзового времени, которые жили в наших краях примерно 4 тыс. лет т. н. На склонах интересная флора и фауна, растут редкие и занесённые в Красную книгу России растения: тюльпан Шренка, рябчик русский, пармелия бороздчатая. Во время Великой Отечественной войны, на Жареном Бугре стоял пункт Воздушного наблюдения, оповещения и связи. В советские времена склон использовался для занятий парапланеризмом. Именно здесь космонавт номер один — Юрий Гагарин совершил свой первый прыжок с парашютом, выполнил программу полетов с инструктором.

## Фотогалерея

### Посёлок на фотографиях

Виды посёлка
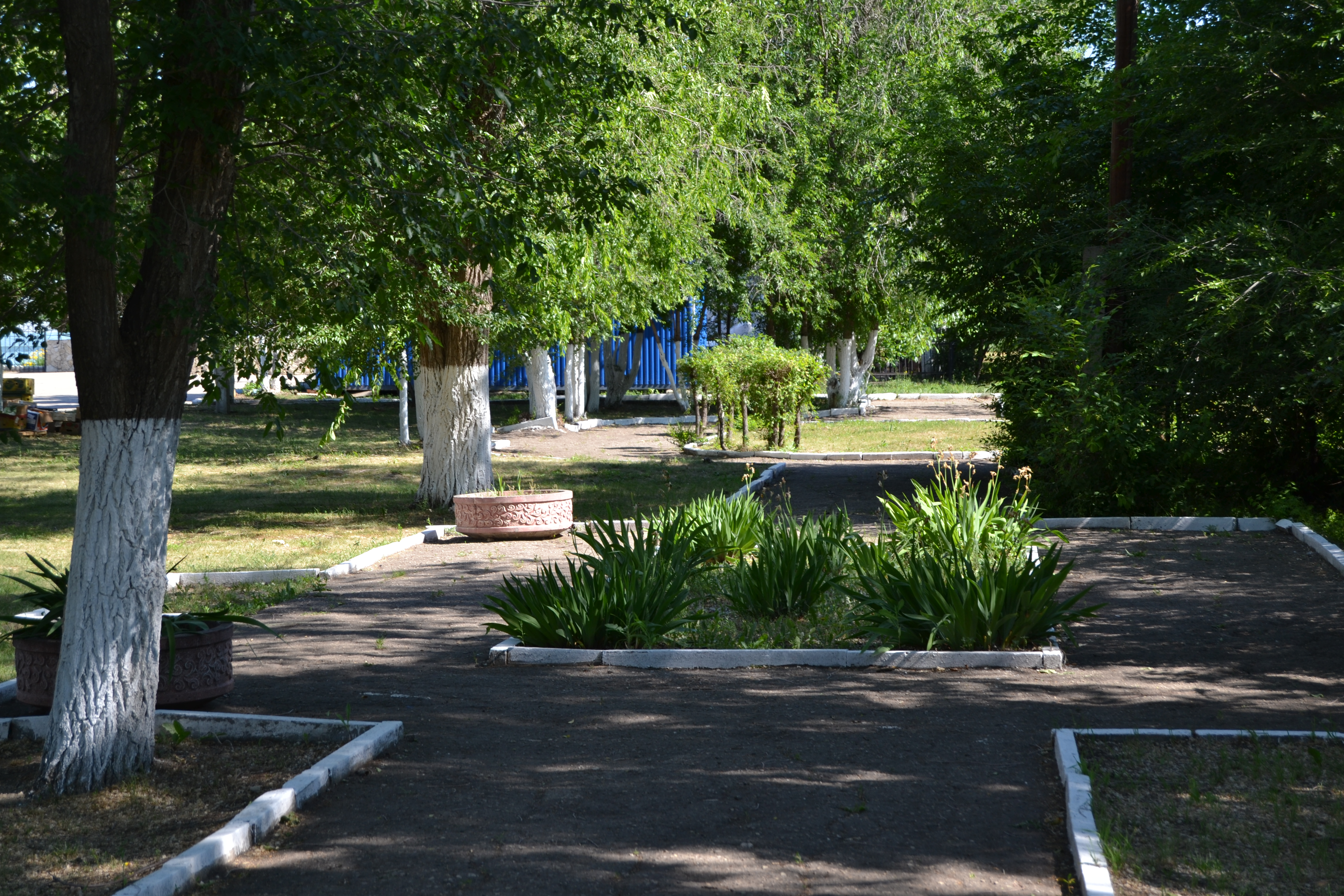
Сквер в посёлке
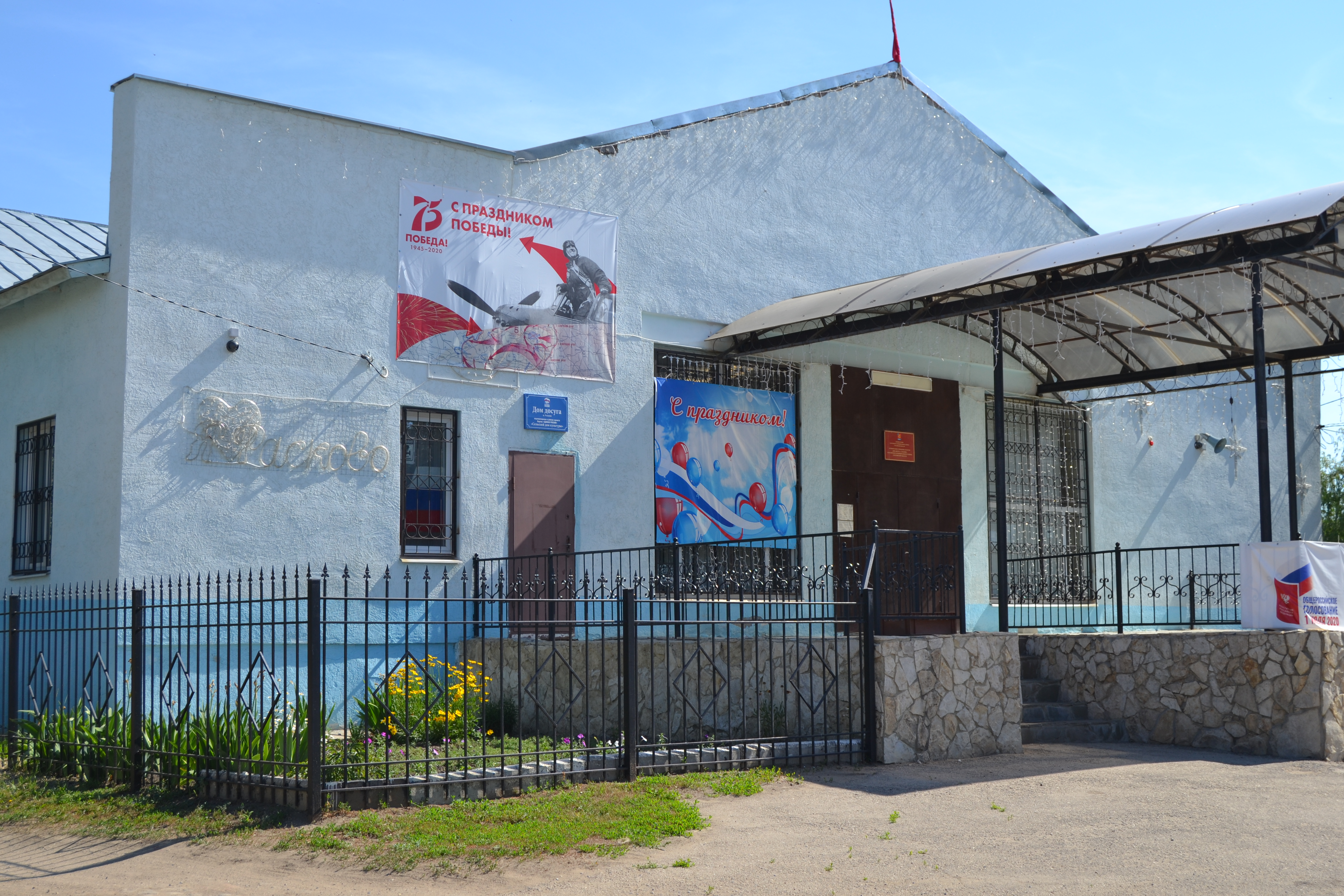
Дом культуры
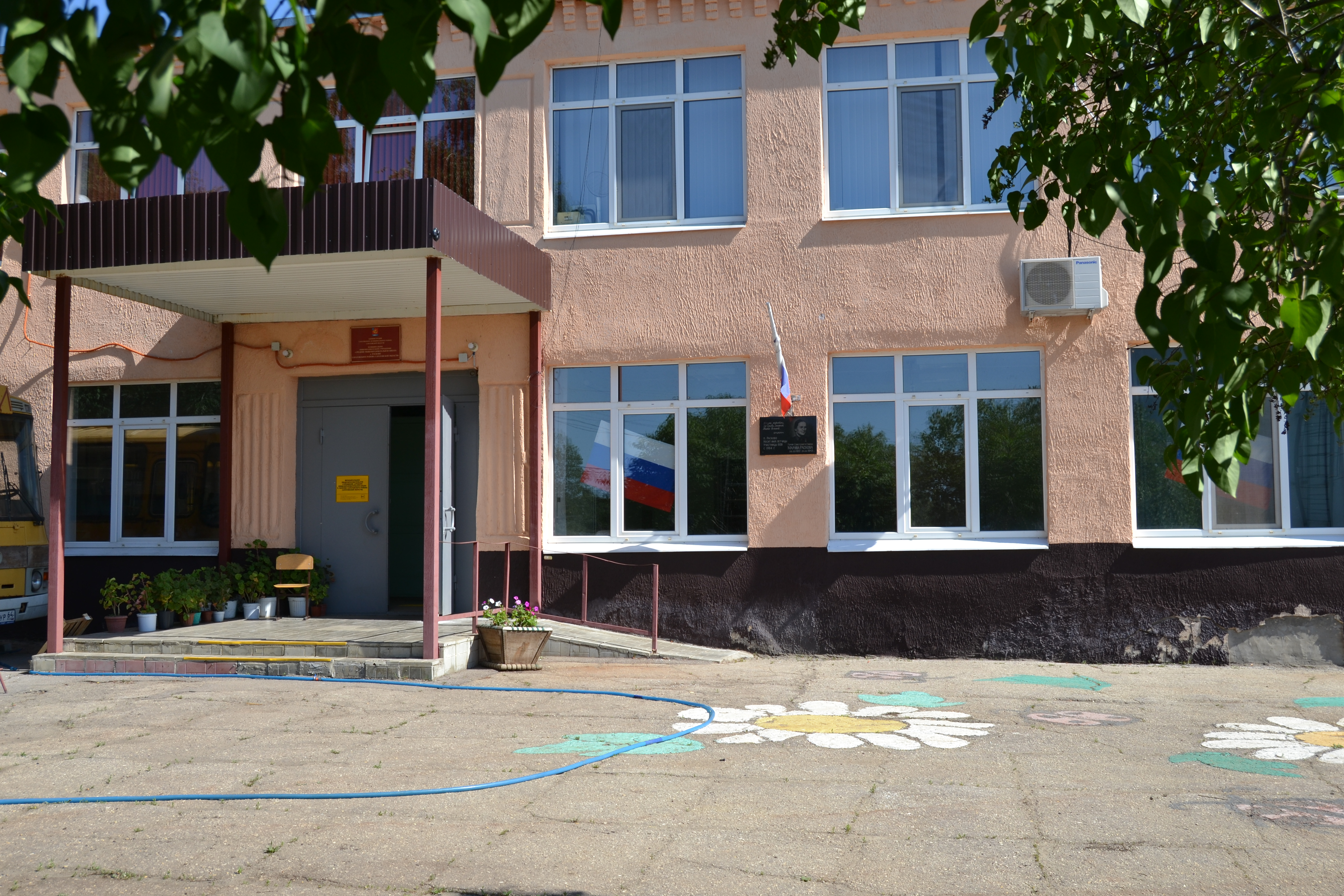
Школа в посёлке
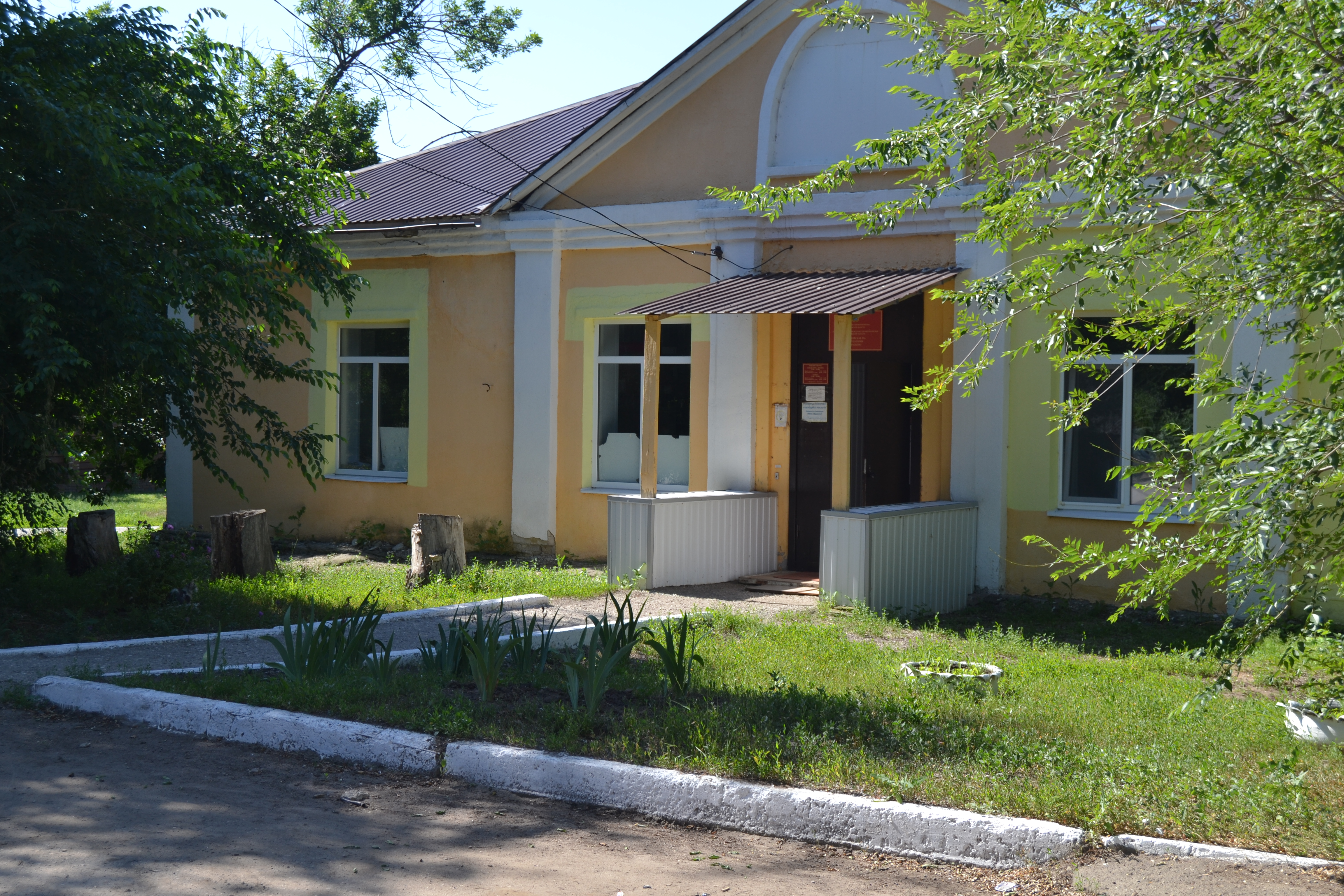
Врачебная амбулатория
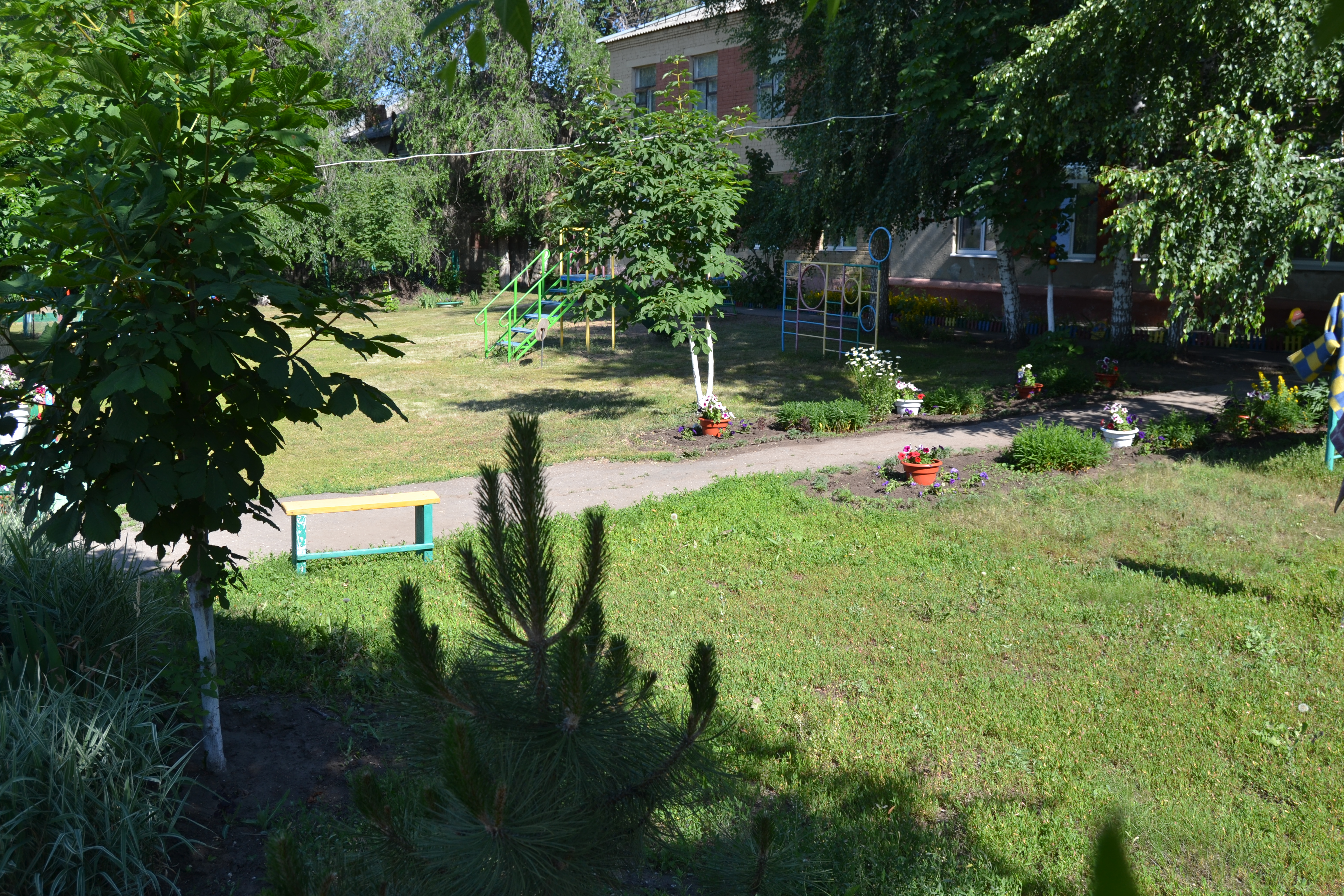
Детский сад

### Память и гордость посёлка

История посёлка
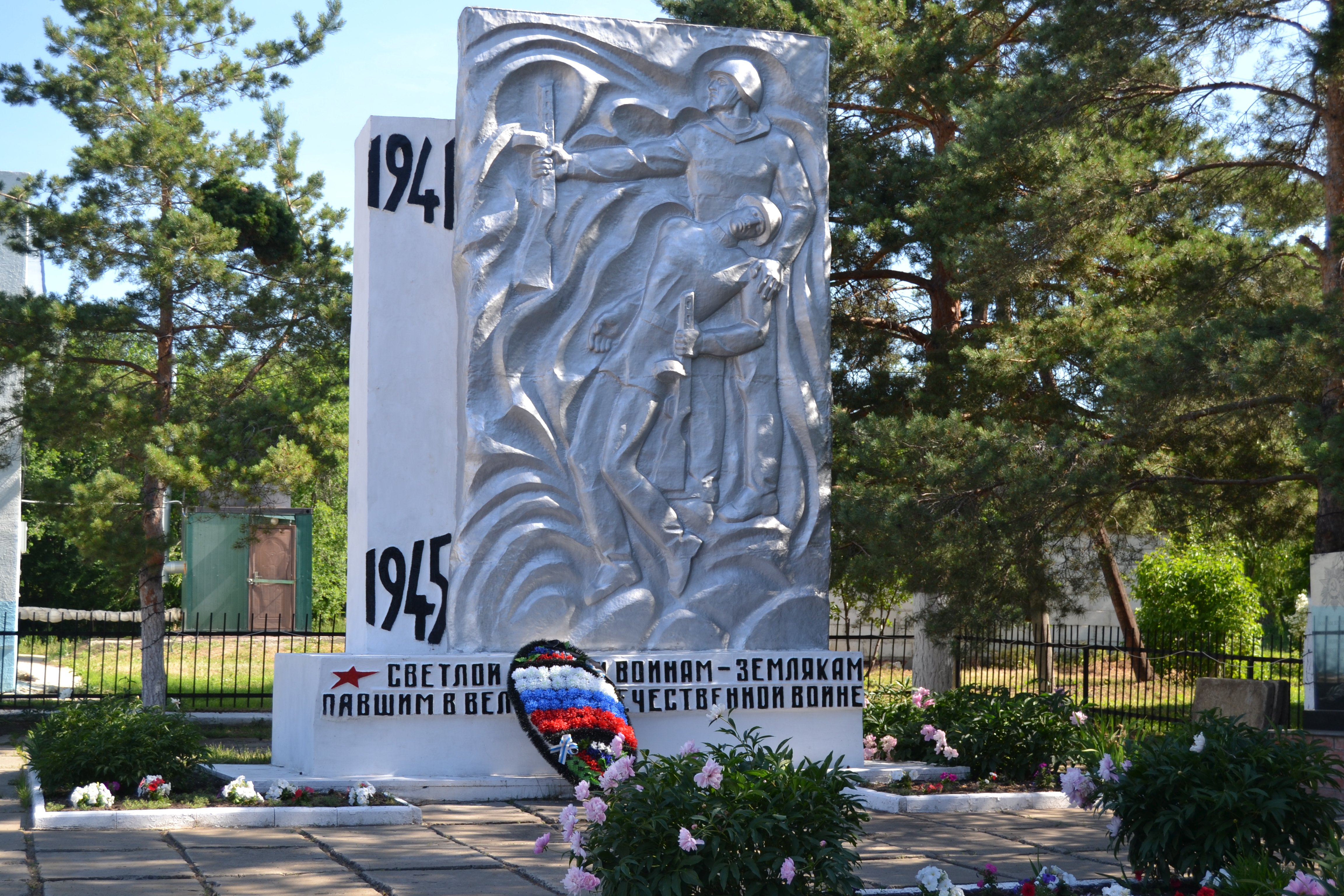
Монумент Героям войны
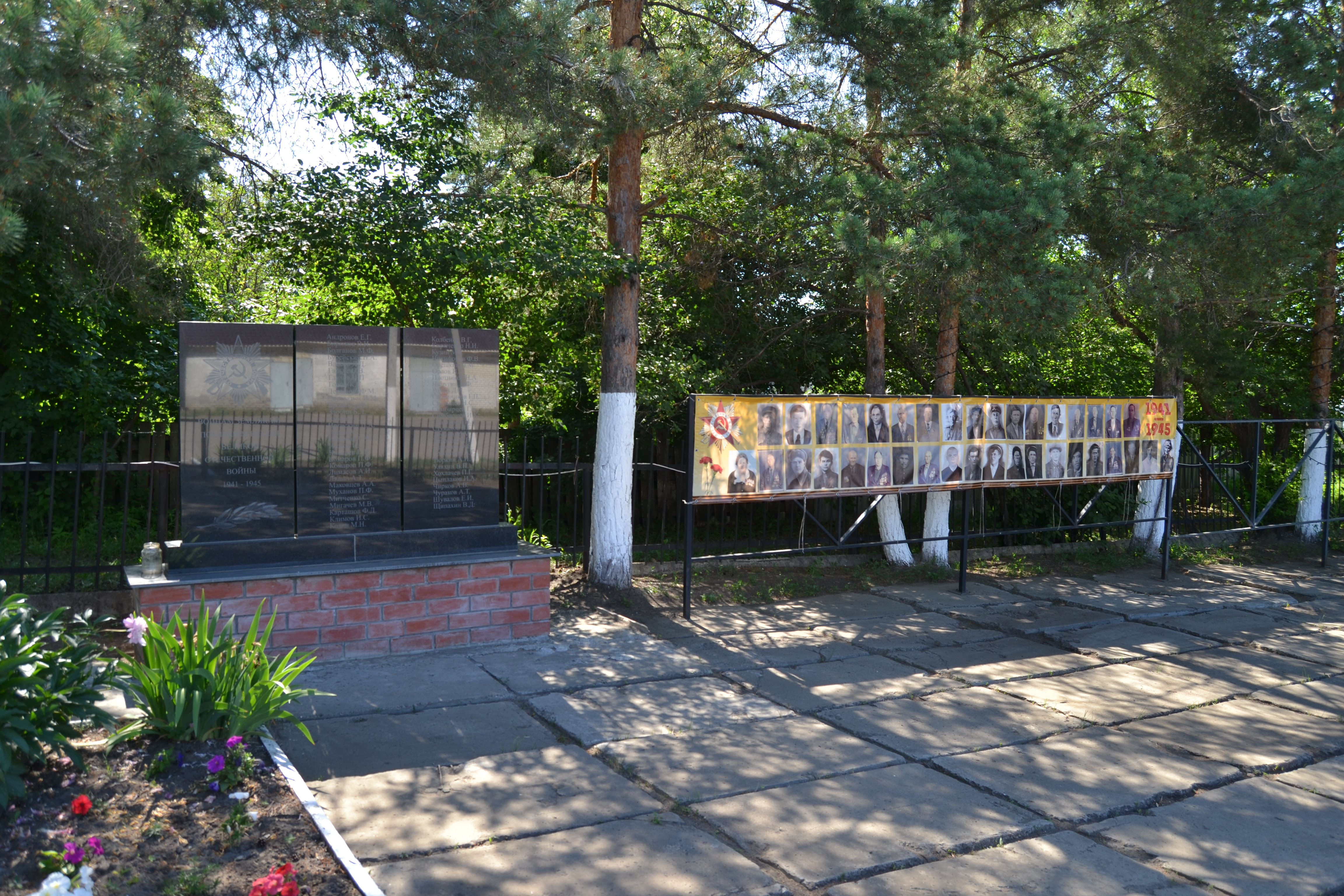
Аллея героев Расково
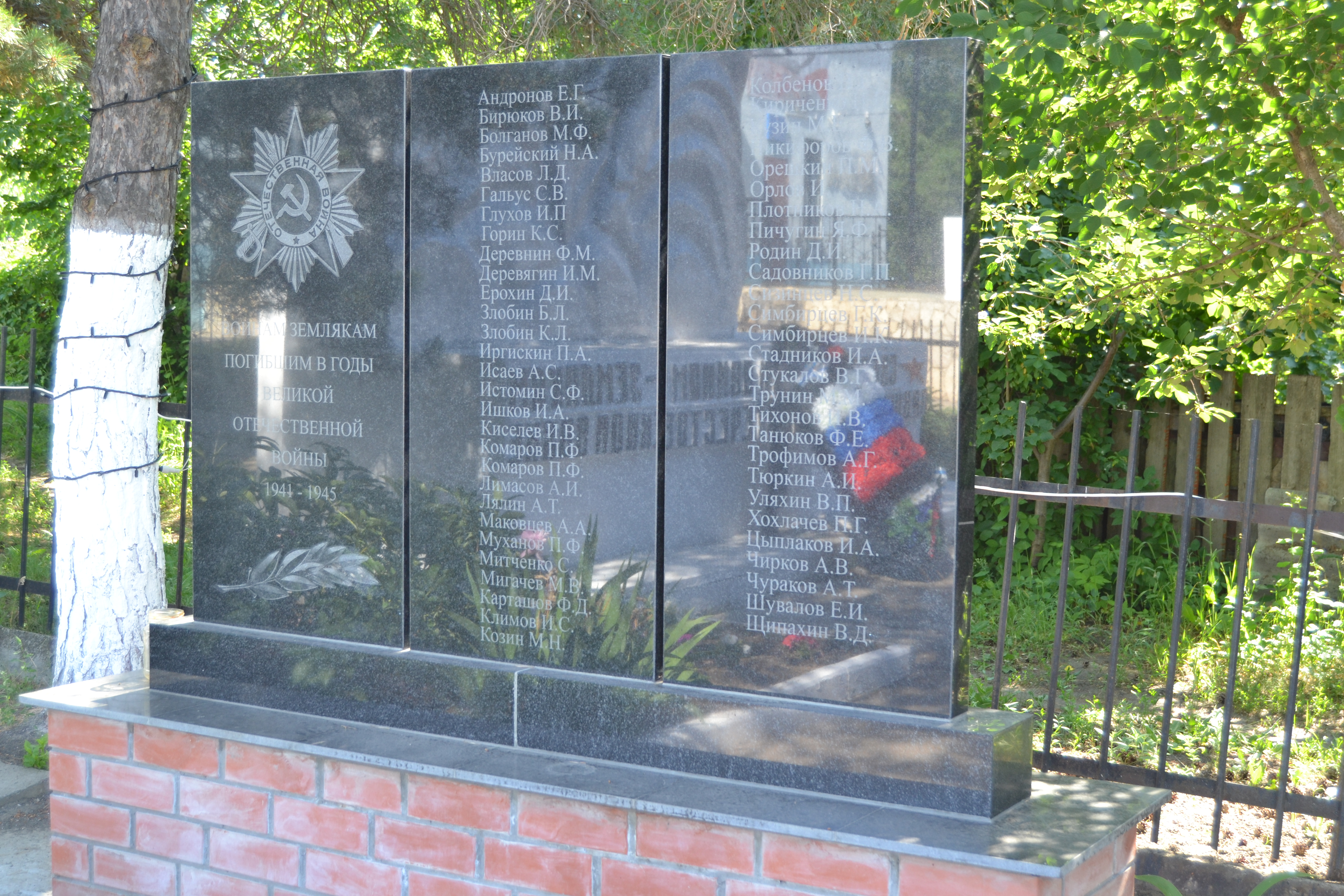
Стена памяти

### Быт посёлка

Быт посёлка
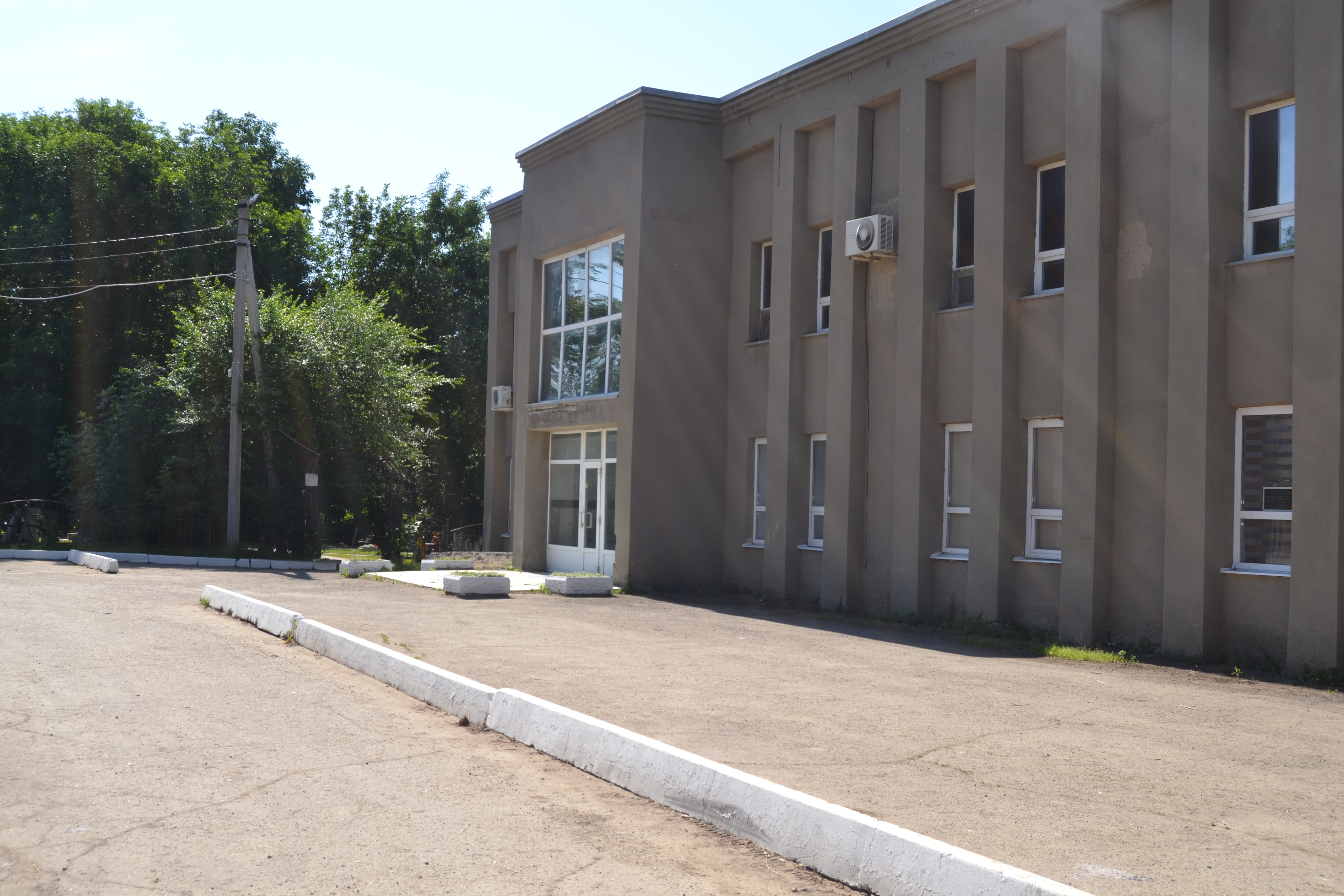
Здание по улице Ленина
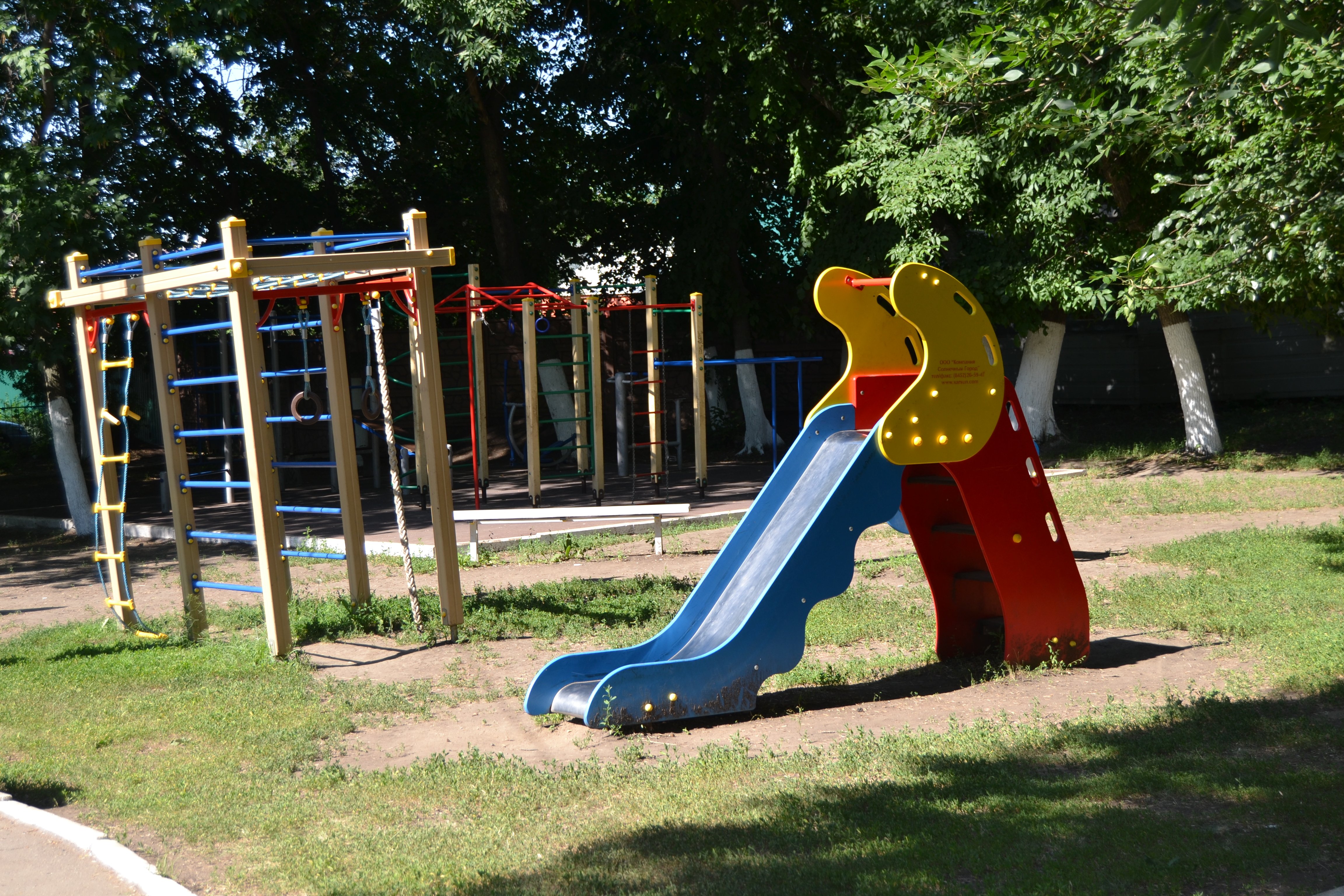
Детская площадка
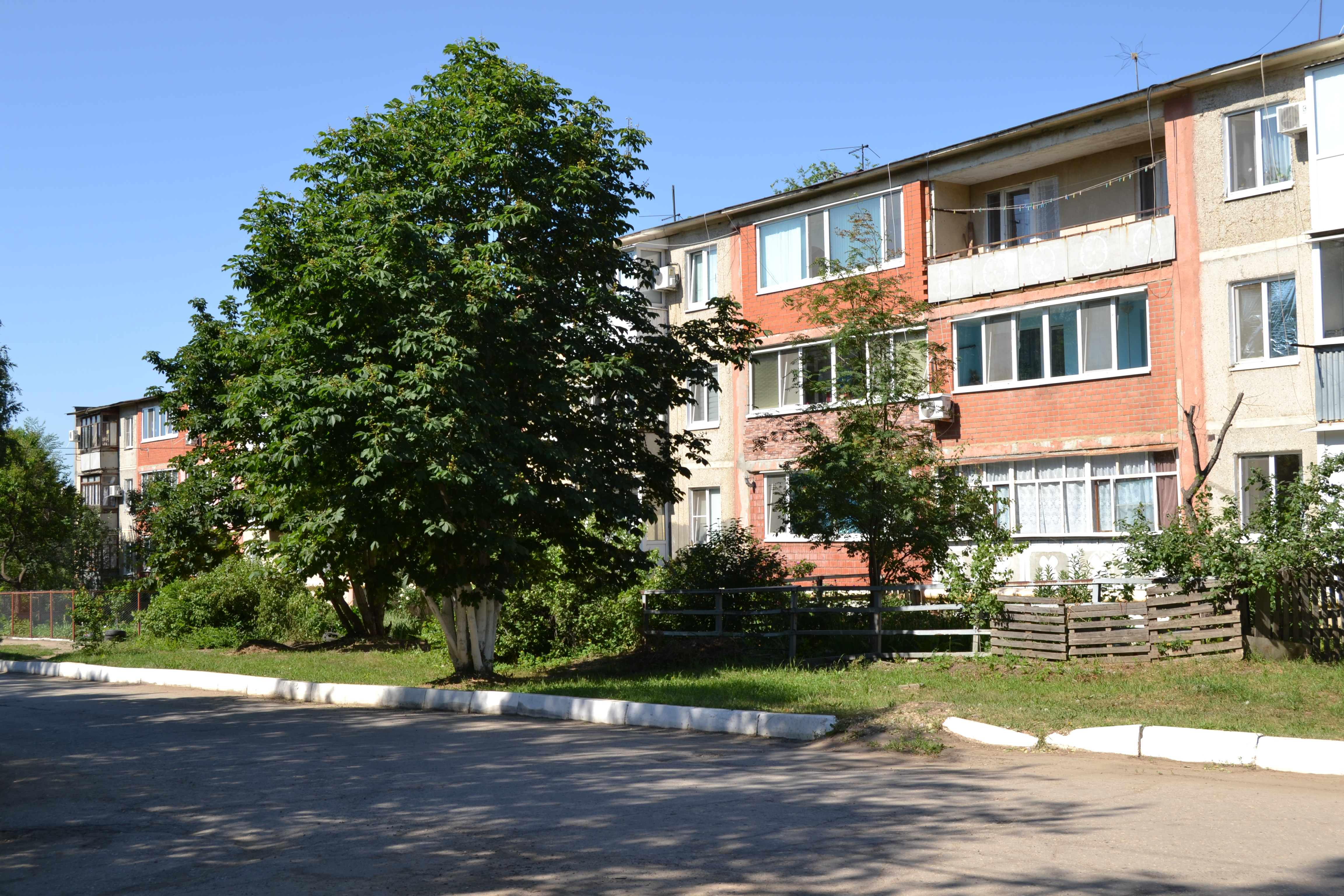
Улица Центральная
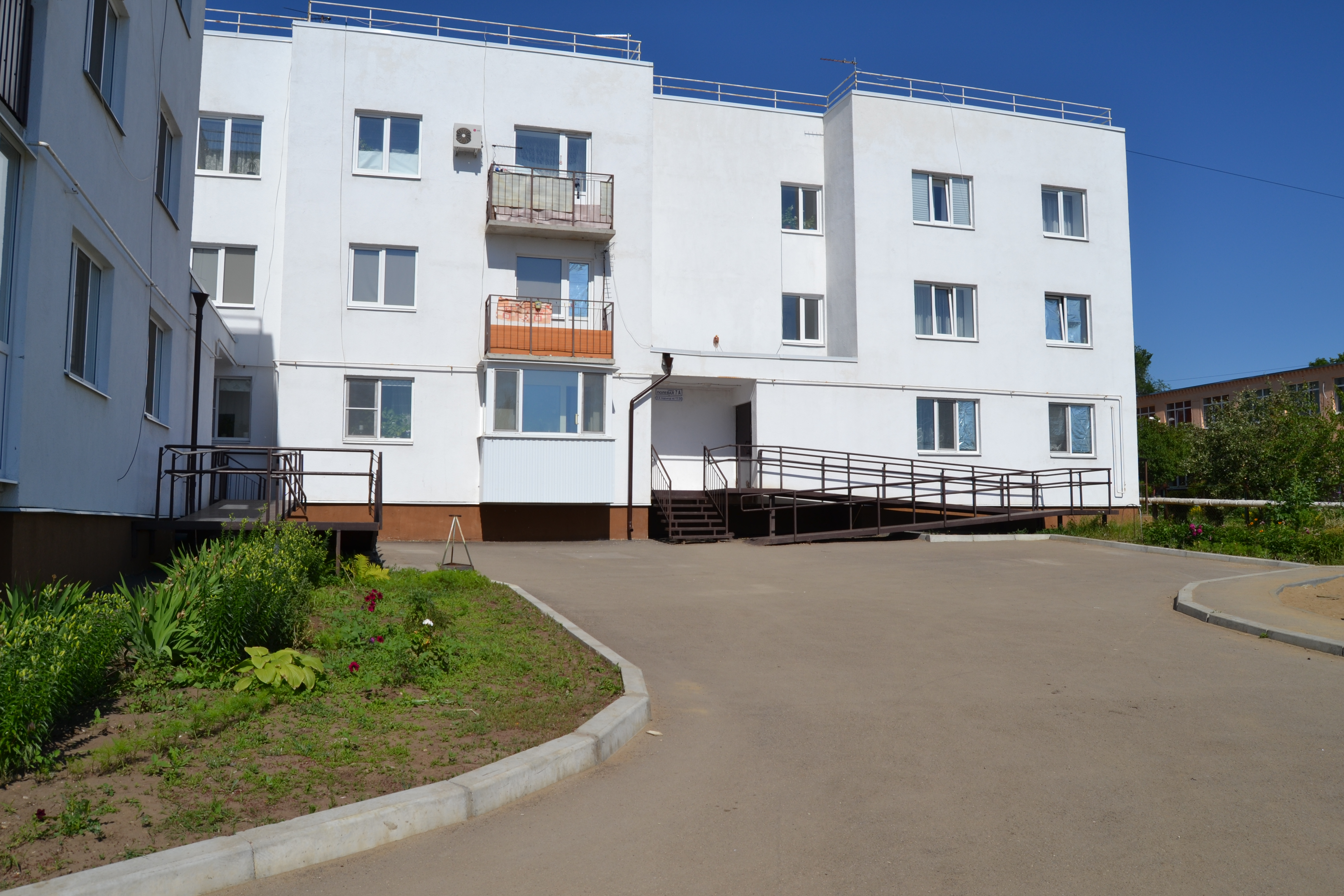
Жилой дом
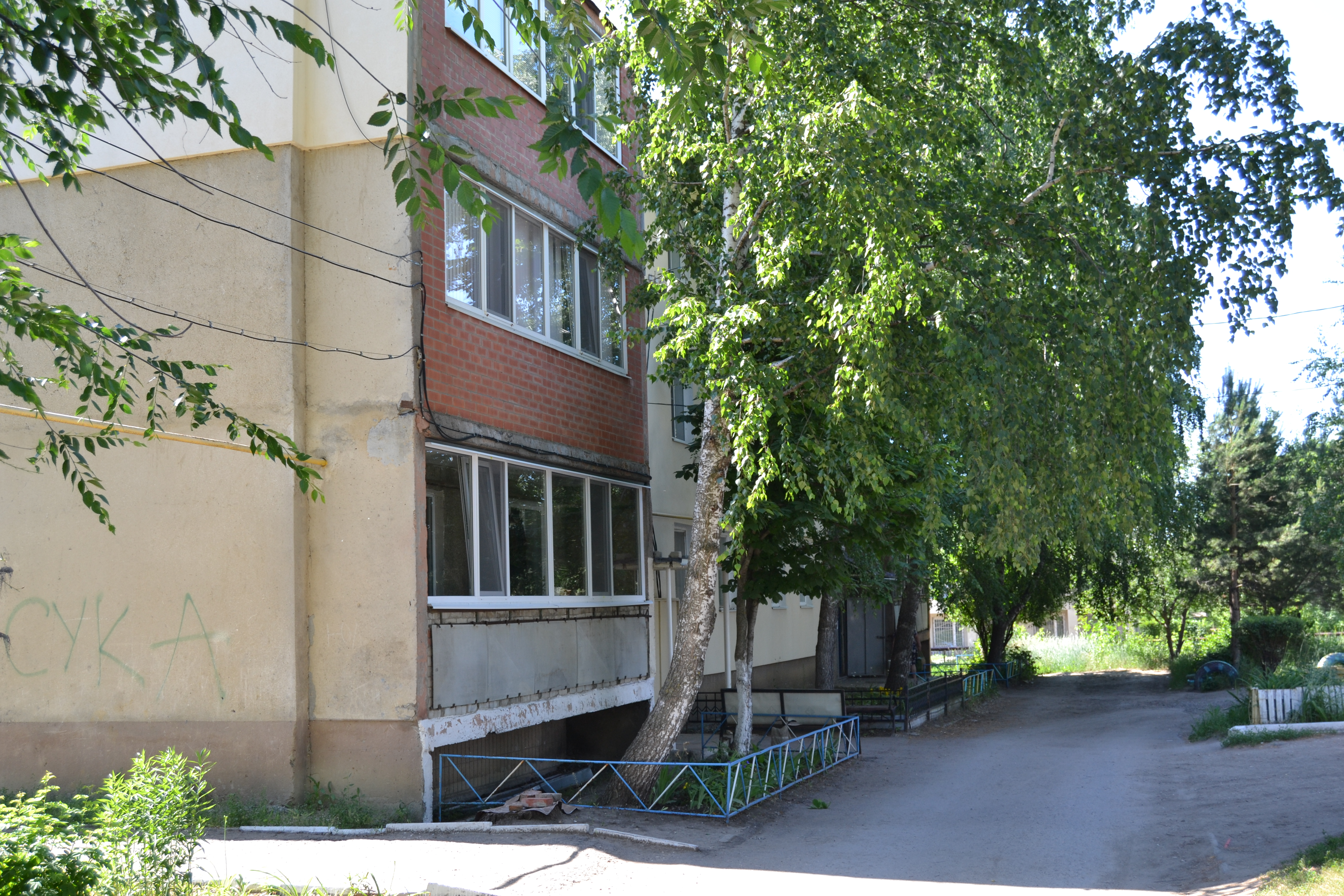
Двор жилого дома